# Lejops perfidiosus
Lejops perfidiosus är en tvåvingeart som först beskrevs av Hunter 1897.  Lejops perfidiosus ingår i släktet sävblomflugor, och familjen blomflugor. Inga underarter finns listade i Catalogue of Life.